# فلقة (بذرة)

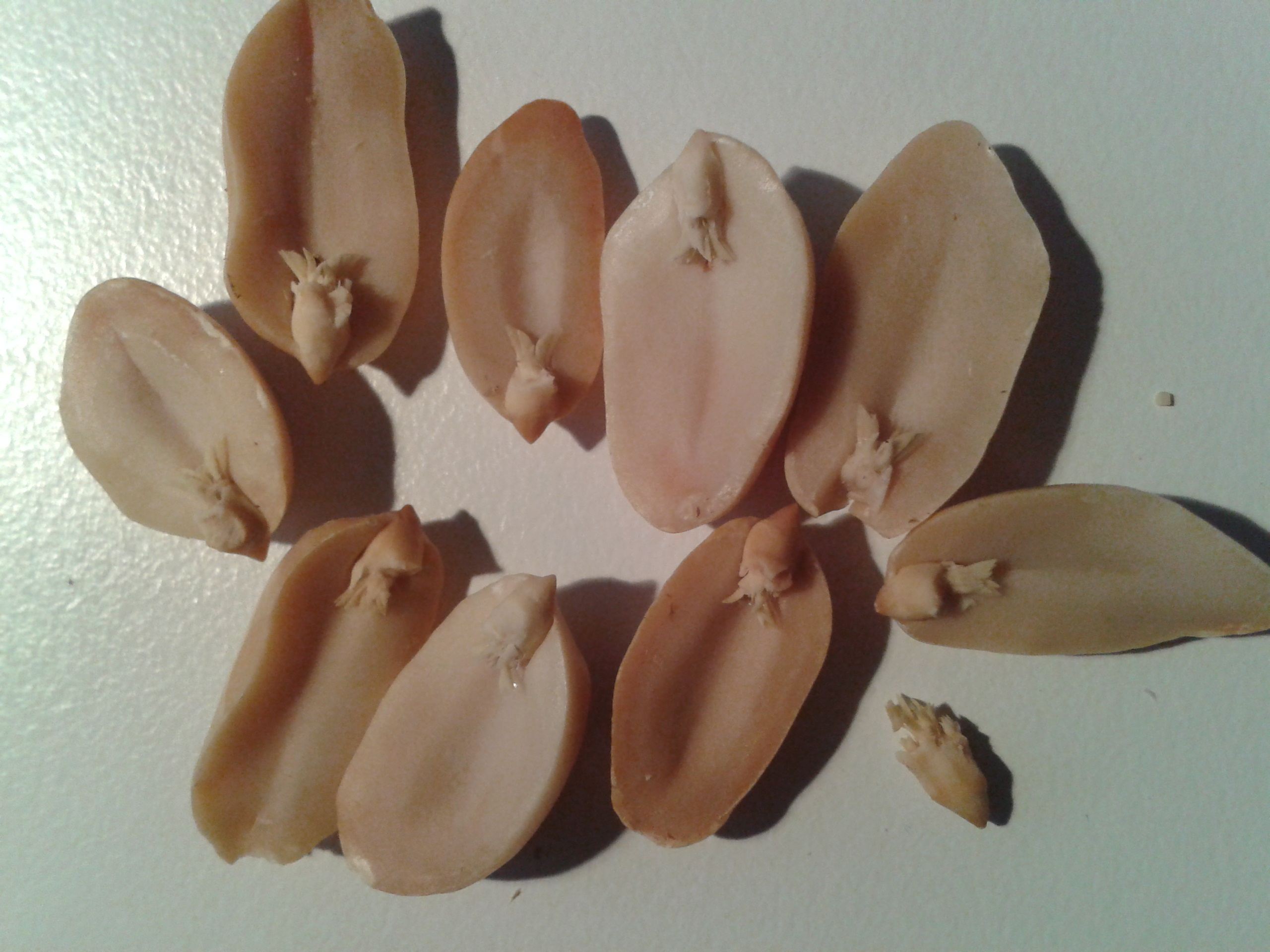
تنقسم بذور الفول السوداني إلى نصفين تظهر الأجنة مع النبتات والجذر البدائي.

الفِلْقَة (بكسر الفاء: لغةً: قطعةٌ تُفْلَقُ مِن الشيء، أو نصف الشيء إذا انفلق) أو الزُّبَارة تركيبٌ في البذور،  فتسمى البذور بذوات الفِلْقتين -مثلًا- لاحتوائها على فَصَّين أو شِقَّين ملتحمين فهُما فِلْقتان في بذورها يُخزن فيهما غذاء الجنين، مثل: بذور الفول، والحِمِّص والفاصولِيَة، ودوار الشمس، الخ.
أما الحبة فتسمى بأحادية الفِلْقة لعدم وجود الشِقَّين، فهي تريب واحد يعني وجود فِلْقة واحدة في جنين البذرة، وهي نباتات الحبوب: كالقمح، والشعير، والذرة، ونحوِها.